# Pat Moran
Pat Moran (* 1934 in Enid (Oklahoma) als Helen Mudgett, verheiratet als Patti Moran McCoy) ist eine US-amerikanische Jazzpianistin.

## Leben und Wirken
Moran McCoy studierte Klavierspiel an der Phillips University ihrer Heimatstadt und später am Cincinnati Conservatory of Music. Ihre Karriere begann sie als Konzertpianistin, aber wechselte schließlich zum Jazz und gründete als Pat Moran ein Quartett, mit dem sie u. a. im New Yorker Hickory House, dem Birdland und im Blue Note in Chicago konzertierte, bevor sie es zum Trio verkleinerte. Im Duo und später in Quartettbesetzung trat sie mit der Sängerin Beverly Kelly auf; sie begleitete Kelly im Trio mit John Doling (Bass) und John Whited (Schlagzeug), aber auch als Vokaltrio. Mitte der 1950er Jahre hatte sie Gelegenheit, zwei Alben für Bethlehem Records einzuspielen.
Im April 1957 trat sie mit ihrem Quartett im Birdland auf, begleitet von einer Bläsergruppe, die von Nat Pierce arrangiert wurde. Ende 1957 entstanden noch zwei Alben für Audio Fidelity: Beverly Kelly Sings with the Pat Moran Trio und das Trioalbum This Is Pat Moran, mit Scott LaFaro (Bass) und Gene Gammage (Schlagzeug). Außerdem nahm sie mit Mel Tormé, Oscar Pettiford und der Terry Gibbs Dream Band (1959/61) auf.
Anfang der 1960er Jahre beendete sie die Tourneen und spielte ein Album mit Kinderliedern ein, Shakin' Loose with Mother Goose, an dem Steve Allen und Jayne Meadows mitwirkten; es wurde mit dem National Book Award ausgezeichnet. In den folgenden Jahren trat sie gelegentlich auf und wurde auch im National Public Radio von Marian McPartland in deren Sendung Piano Jazz vorgestellt.

## Diskographische Hinweise
- The Pat Moran Quartet (Bethlehem, 1957)
- The Pat Moran Quartet While at Birdland (Bethlehem, 1957)
- Beverly Kelly Sings with the Pat Moran Trio (Audio Fidelity, 1957 / SSJ (Japan), ed. 2009)
- Patti Moran McCoy The Gospel Truth (1997)
- Patti Moran McCoy Jesus in Paris (2001)
- Pat Moran: Complete Trio Sessions (Fresh Sound Records, ed. 2007)